# Юлска концепция
Юлска концепция е съкратено наименование на програма на ЦК на БКП за промени в плановата икономика от 1987 г.
Юлската концепция е продължение на Новия икономически механизъм, прокламиран през 1979 година, но не получил особено приложение на практика. Тласък за новия опит за реформи дава световната рецесия от началото на 80-те, тежката криза в българското селско стопанство през 1983 година и политическите промени в Съветския съюз след смъртта на Леонид Брежнев.
Още през януари 1984 година диктаторът Тодор Живков заявява пред Политбюро, че са належащи промени в „политическата система“, която е основна пречка пред необходимите икономически реформи. На 28 и 29 юли 1987 г. на пленум на ЦК на БКП той лансира идеи, според която България трябва да осъществи радикални реформи и либерализация, което е опит да се „изпревари“ съветската „перестройка“. Така се ражда „Юлската концепция“ от 1987 г., която предвижда собствеността на държавните предприятия да бъде прехвърлена на техните „стопани“ – работниците и да се пристъпи към създаване на частно предприемачество, БКП да се трансформира от „етаж на властта“ в ръководна и направляваща политическа организация, а гражданите получават правото да създават „самодейни“ организации. Така се правят стъпки в посока на допускане на пазарни механизми и ограничена демокрация. 
С решение на 9-то Народно събрание от 19 август 1987 г. се правят структурни и персонални промени в Министерския съвет на НРБ като се закриват дотогава съществуващите Съвети при Министерския съвет и министерствата на финансите, на народната просвета и на търговията, както и Държавната планова комисия като се създават пет Суперминистерства – министерство на икономиката и планирането с министър Стоян Овчаров, министерство на външноикономическите връзки с министър Андрей Луканов, министерство на земеделието и горите с министър Алекси Иванов, министерство на културата, науката и просветата с министър Георги Йорданов и министерство на народното здраве и социалните грижи с министър Радой Попиванов. На 19 август 1987 г. е приет от 9-то Народно събрание Закон за нови териториални единици – области.
На свое заседание на 26 септември 1987 г. Управителният съвет на БЗНС приема решение за приемане на решенията на Юлския пленум на ЦК на БКП, а от 25 до 27 януари 1988 г. е проведена Националната партийна конференция на БКП, която доразработва Юлската концепция, а на 22 април 1988 г. се провежда заседание на Върховния съюзен съвет на БЗНС, на което заседание съюзникът на БКП приема решенията на Юлската концепция, доразработени на Националната партийна конференция. С Юлската концепция от 1987 г. изразяват несъгласие членът на Политбюро на ЦК на БКП и секретар на ЦК на БКП Чудомир Александров и секретарят на ЦК на БКП Стоян Михайлов, които стават противници на Тодор Живков, който ги освобождава на проведения Юлски пленум на ЦК на БКП на 21 юли 1988 г. който разглежда състоянието на Юлската концепция за първата и една година.
През декември 1988 година Юлската концепция е доразвита с въвеждането на т.нар. „фирмена организация“, която трябва да премахне създадените през 60-те години Държавни стопански обединения. Превръщането на предприятията в „акционерни фирми“ е стъпка за тяхното частично „раздържавяване“ в неопределено бъдеще чрез продажба на дялове на служителите, но при запазване на държавния и партиен контрол.
За да демонстрира неодобрение към Живков, новият съветски диктатор Михаил Горбачов критикува Юлската концепция, заложила БКП да не бъде повече главен субект на властта, както и от прозападните тенденции в българската икономика. През октомври 1987 г. той провежда среща с Живков и го предупреждава да не се опитва да превърне България в „мини-ФРГ“ или „мини-Япония“, както и че трябва да се освободи от „прозападно ориентирани хора“. През следващите години Живков променя позициите си и през юни 1989 година дори критикува Горбачов, тъй като според него в Съветския съюз политическите промени „крещящо изпреварват“ икономическите реформи.